# Cyrtopodium macedoi
Cyrtopodium macedoi är en orkidéart som beskrevs av João Aguiar Nogueira Batista och Bianch.. Cyrtopodium macedoi ingår i släktet Cyrtopodium, och familjen orkidéer. Inga underarter finns listade i Catalogue of Life.